# A place in the sun (Stevie Wonder)
A place in the sun is een soulsingle gezongen door de Amerikaanse zanger Stevie Wonder. De single uit 1966 werd geschreven door Ron Miller en Bryan Wells en haalde de negende plaats op de Billboard-hitlijst, zijn derde top-tienhit sinds 1963.
De single werd meerdere malen gecoverd door onder andere Engelbert Humperdinck, The Supremes & The Temptations met "Diana Ross & The Supremes Join The Temptations" en The Gabe Dixon Band. Daarnaast werd het in de film Charlotte's Web gebruikt.
Stevie Wonder maakte tevens een Italiaanse versie van het lied, genaamd "Il Sole è di Tutti". 